# Casuarina obesa
Casuarina obesa là một loài thực vật có hoa trong họ Casuarinaceae. Loài này được Miq. mô tả khoa học đầu tiên năm 1845.

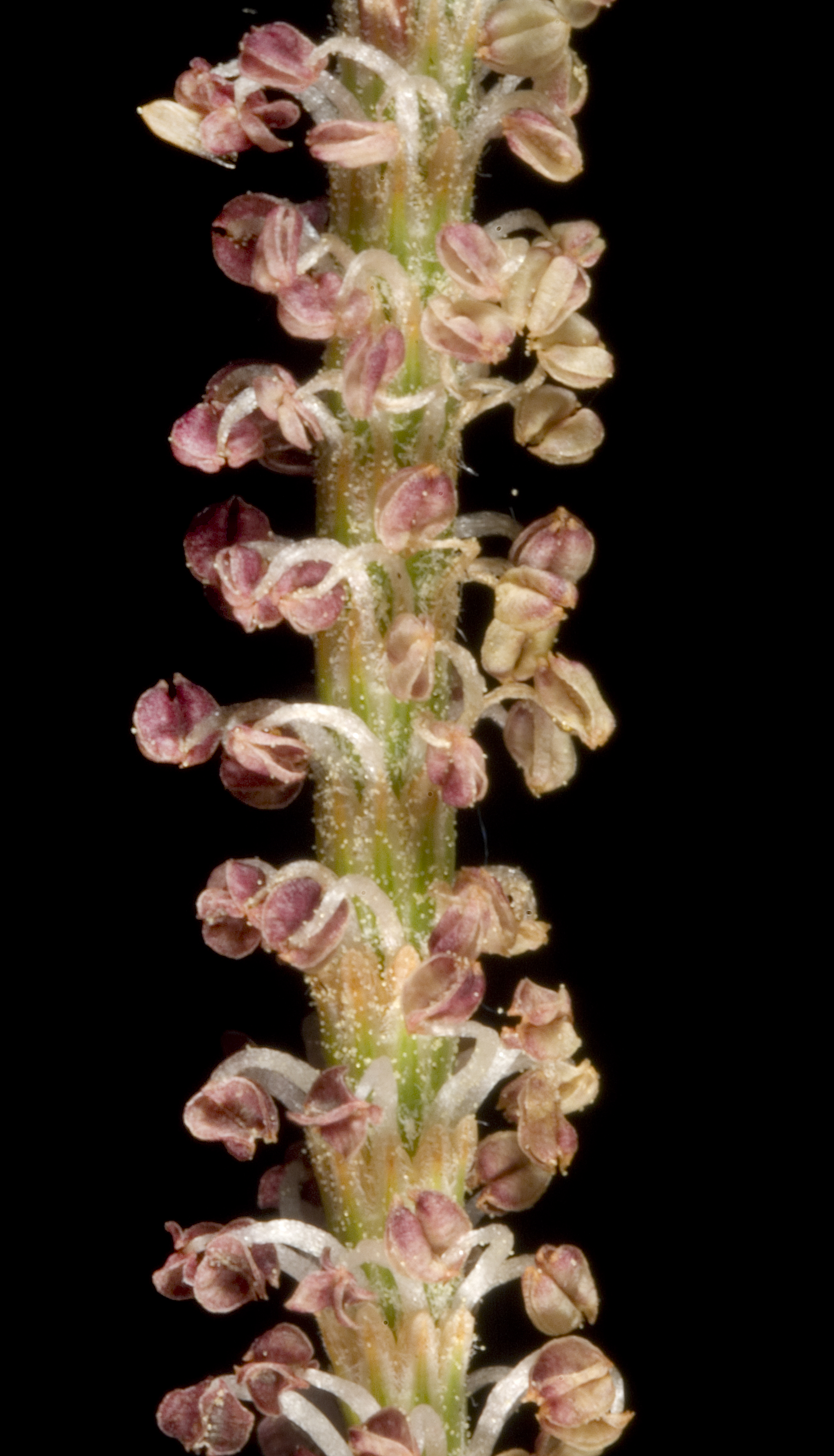
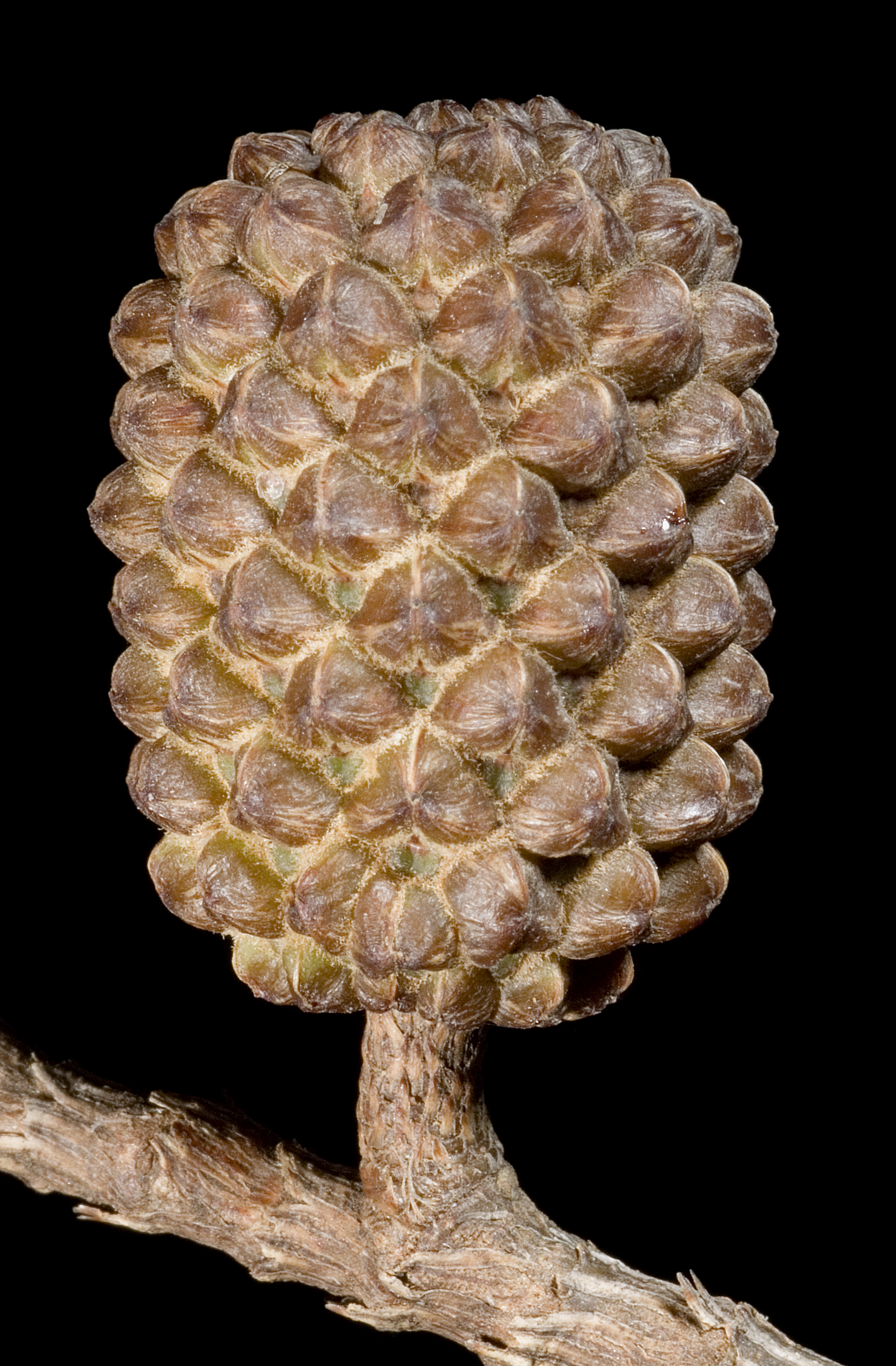
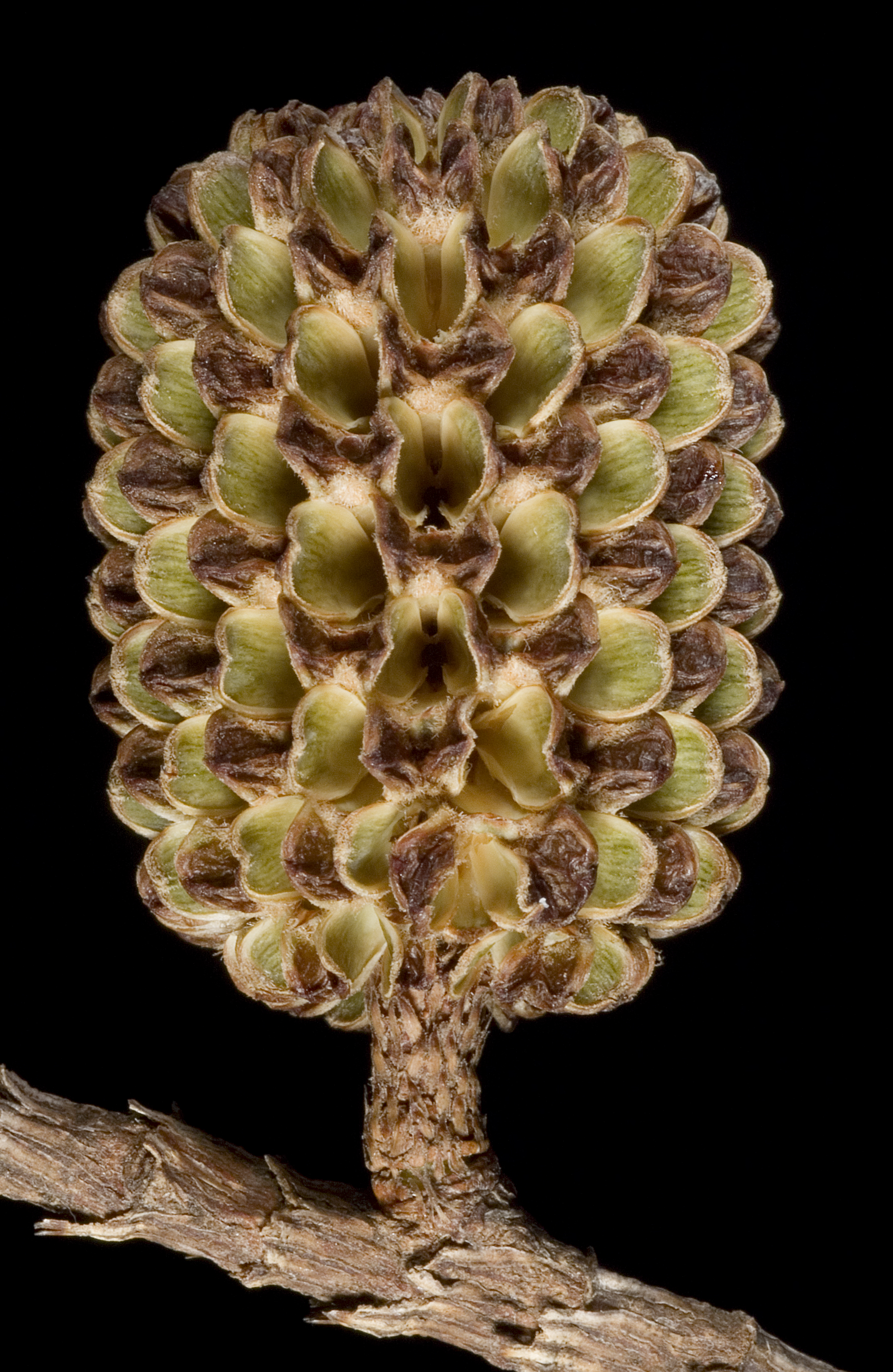